# فيل لوكاس
فيل لوكاس (بالإنجليزية: Phil Lucas) هو صانع أفلام وثائقية أمريكي، ولد في 1942، وتوفي في 4 فبراير 2007.

## وصلات خارجية
- فيل لوكاس على موقع IMDb (الإنجليزية)
- فيل لوكاس على موقع ديسكوغز (الإنجليزية)